# کمیته المپیک رومانی
کمیته المپیک رومانی (رومانیایی: Comitetul Olimpic și Sportiv Român) یک سازمان ورزشی است که نماینده کشور رومانی در کمیته بین‌المللی المپیک می‌باشد.
این سازمان که در سال ۱۹۱۴ تأسیس شده مسئول آماده‌سازی و اعزام ورزشکاران به بازی‌های المپیک، بازی‌های المپیک جوانان و بازی‌های اروپایی است.